# Championnat de France masculin de handball 1984-1985
Navigation
Nationale 1 1983-1984 Nationale 1 1985-1986
Le championnat de France de Nationale 1A masculin 1984-1985 est le plus haut niveau de handball en France.
Le titre de champion de France est remporté par l'USM Gagny. C'est leur troisième titre de championnat de France.
Cette saison est également marquée par le premier titre remporté par l'USAM Nîmes, vainqueur de la Coupe de France, et par la relégation du club historique du Cercle Sportif Laïc Dijonnais, encore finaliste du championnat en 1981.

## Présentation

### Modalités
Dès le début de la saison précédente, il est prévu que seules dix équipes participent à cette édition du championnat de France contre seize les saisons précédentes :
- les 6 clubs de la poule finale,
- les 4 premiers de la poule de classement 7 à 12.

Exceptionnellement, il n'y a donc aucun promu.
À l'issue de la saison, le premier est déclaré champion de France et est qualifié pour la Coupe d'Europe des clubs champions. Les deux derniers sont relégués en Nationale 1B et le 8e joue des barrages face au vainqueur entre les 2 seconds des 2 poules de Nationale 1B.

### Formule
Les 10 équipes se rencontrent en matchs aller et retour dont la durée est de 2 x 30 minutes. Le classement s'effectue par addition de points :
- match gagné 3 points
- match nul 2 points
- match perdu 1 point
- forfait ou pénalité 0 point (goal average 0-15)

Dans ce dernier cas, lorsqu'un club qui a gagné son match sur le terrain, par la suite d'une faute de son adversaire, se voit déclaré vainqueur par pénalité, il garde le score du match acquis sur le terrain dans le cas ou celui prévu au règlement (15-0) lui serait défavorable.
En cas d'égalité aux points, les clubs sont départagés par :
1. la différence des buts marqués et des buts encaissés sur l'ensemble de la compétition
2. le quotient des buts marqués par les buts encaissés sur l'ensemble de la compétition
3. la différence des buts marqués et des buts encaissés entre les clubs intéressés
4. le quotient par match dans les rencontres entre les clubs intéressés
5. le meilleur classement obtenu dans la compétition « espoirs » par l'équipe des clubs à égalité.

## Résultats

### Classement final
Le classement final du championnat est, :
|    | Équipe                   | Pts | J  | G  | N | P  | Bp  | Bc  | Diff |
| -- | ------------------------ | --- | -- | -- | - | -- | --- | --- | ---- |
| 1  | USM Gagny                | 45  | 18 | 12 | 3 | 3  | 413 | 370 | 43   |
| 2  | Stella Sports Saint-Maur | 42  | 18 | 10 | 4 | 4  | 422 | 382 | 40   |
| 3  | USAM NîmesC              | 42  | 18 | 10 | 4 | 4  | 423 | 396 | 27   |
| 4  | Stade Marseillais UC T   | 40  | 18 | 10 | 2 | 6  | 422 | 406 | 16   |
| 5  | SMEC Metz                | 36  | 18 | 8  | 2 | 8  | 354 | 343 | 11   |
| 6  | Paris UC                 | 34  | 18 | 8  | 0 | 10 | 402 | 402 | 0    |
| 7  | AC Boulogne-Billancourt  | 34  | 18 | 7  | 2 | 9  | 389 | 416 | -27  |
| 8  | US Ivry                  | 31  | 18 | 5  | 3 | 10 | 360 | 381 | -21  |
| 9  | ES St-Martin-d'Hères     | 29  | 18 | 4  | 3 | 11 | 386 | 429 | -43  |
| 10 | CSL Dijon                | 27  | 18 | 4  | 1 | 13 | 359 | 405 | -46  |

- Champion de France
et qualifié pour la Coupe des clubs champions
- Qualifié pour la Coupe des Vainqueurs de Coupe
- Qualifié pour la Coupe de l'IHF
- Qualifié pour le barrage de relégation
- Relégué en Nationale 1B

Abréviations
- T : tenant du titre
- P : promus de Nationale 1B en début de saison (aucun)
- C : vainqueur de la Coupe de France

### Barrage de relégation
Le match oppose l’US Ivry, 8e du championnat, au Stade Toulousain, vainqueur du barrage d'accession de la Nationale 1B :
| Équipe 1         | Score   | Équipe 2 | Aller   | Retour  |
| ---------------- | ------- | -------- | ------- | ------- |
| Stade Toulousain | 42 – 47 | US Ivry  | 21 – 16 | 21 – 31 |

Feuille de match
- Match aller : Stade Toulousain bat U.S. Ivry : 21-16 (11-9).
  - Stade Toulousain : Zedongguemo (4), Olivan (1), Fittante (5), Onesta (3, dont 1 pen.), Debureau (6, dont 2 pen.), Selmo (1), Estève (1).
  - US Ivry : Rignac (2), Labourdette (1), Martinez (1), Mirabel (1), Persichetti (1), Lepetit (6, dont 3 pen.), Heurthe (1), Berra (1), Hager (1).

- Match retour : US Ivry bat Stade Toulousain : 31-21 (13-11).
  - US Ivry : Labourdette (9), Hager (8), Martinez (5), Persichetti (3), Lepetit (3, dont 1 pen.), Mirabel (2), Fournet (1).
  - Stade Toulousain : Debureau (6), Olivan (4), Hernandez (3), Onesta (3, dont 1 pen.), Martinez (2), Fittante (2), Zedongguemo (1).
  - Évolution du score en 1re mi-temps : Debureau 0-1 (1re), Hager 1-1 (1 min 30 s), Olivan 1-2 (3e), Labourdette 2-2 (4e), Hager 3-2 (4 min 50 s), Labourdette  4-2 (6e), Berra 5-2 (7e), Hager 6-2 (8e), Persichetti 7-2 (9e), Onesta 7-3 (9 min 45 s), Persichetti (12e), Martinez 9-3 (14e), Fittante 9-4 (14 min 20 s), Lepetit 10-4 (15e), Hernandez 10-5 (15 min 30 s), Mirabel 11-5 (16e), Ramiro Martinez 11-6 (17e), Hernandez 11-7 (19e), Lepetit 12-7 (penalty, 20e), Fittante 12-8 (21e), Persichetti 13-8 (22e), Debureau 13-9 (23e), Olivan 13-10 (24e), Debureau 13-11 (28 min 35 s).
  - Évolution du score en 2e mi-temps : Debureau 13-12 (31e), Debureau 13-13 (33e), Labourdette 14-13 (34 min 20 s), Labourdette 15-13 (35e), Mirabel 16-13 (35e), Labourdette: 17-13 (37e), Hager 18-13 (38e), Ramiro Martinez 18-14 (40e), Hager 19-14 (41e), Debureau 19-15 (42e), Hernandez 19-16 (44e), Hager 20-16, Zedong 20-17 (45e), Martinez 21-17 (45 min 20 s), Martinez 22-17 (46e), Onesta 22-18 (penalty, 49e), Hager 23-18, Onesta 23-19, Olivan 23-20, Labourdette 24-20 (51e), Hager 25-20 (52 min 30 s), Olivan 25-21 (53e), Lepetit 26-21 (55e), Martinez 27-21 (56e), Labourdette 28-21 (58e), Mirabel 29-21 (59e), Labourdette 30-21 (59e), Labourdette: 31-21 (60e).

L'US Ivry a conservé sa place en Nationale 1A à l'issue d'un « double » barrage qui l'opposait au
Stade Toulousain. Mais jusqu'au bout, Patrick Boullé et les siens auront connu des sueurs froides. Battus à l'aller de cinq buts (16-21), l'équipe de René Richard dut puiser dans ses dernières ressources pour aller chercher, à l'énergie, son maintien... Ne menant que de trois buts à 10 minutes du terme (23-20) puis de quatre à 7 minutes (25-21), l'US Ivry termine la rencontre avec un 6-0, profitant notamment d'un arbitrage un peu « juste » en fin de rencontre...

## Vainqueur
| Champion de France 1984-1985 USM Gagny 3e victoire |

L'effectif de l'USM Gagny était (l'âge indiqué est celui en début de saison) :
- Philippe Médard (GB, 25 ans)
- Alain Nauche (GB, 23 ans)
- Patrick Mallet (GB, 25 ans)
- Jean-Michel Serinet (28 ans)
- Sylvain Nouet (28 ans)
- Marc Méjean (28 ans)
- Philippe Grillard (24 ans)
- Eddie Couriol (28 ans)
- Frédéric Garnier (25 ans)
- Gilles Menet (25 ans)
- Thierry Perreux (20 ans)
- Frédéric Silly (20 ans)
- Jean-Marc Piot (20 ans)
- Olivier Ouakil (21 ans)
- Éric Cailleaux (24 ans)
- Philippe Germain (28 ans).

Entraîneur
- Jean-Michel Germain

## Statistiques et récompenses
Philippe Médard, le gardien de but de l'USM Gagny, a reçu le « Jet spécial » récompensant le meilleur joueur de la saison.
Marc-Henri Bernard remporte le « Jet d'or Adidas » avec 130 buts marqués devant Christophe Perli « Jet d'argent » et Bernard Gaffet, meilleur buteur la saison précédente, « Jet de bronze ».
Les 10 meilleurs buteurs sont :
|    | Joueur               | Club                     | Buts |
| -- | -------------------- | ------------------------ | ---- |
| 1  | Marc-Henri Bernard   | Stella Sports Saint-Maur | 130  |
| 2  | Christophe Perli     | ES St-Martin-d'Hères     | 128  |
| 3  | Bernard Gaffet       | Stade Marseillais UC     | 117  |
| 4  | Pascal Mahé          | Paris UC                 | 108  |
| 5  | Bernard Rignac       | US Ivry                  | 86   |
| 6  | Philippe Locard      | AC Boulogne-Billancourt  | 85   |
| 7  | Jean-Michel Geoffroy | CSL Dijon                | 84   |
| 8  | Christophe Esparre   | Stella Sports Saint-Maur | 82   |
| 9  | Alain Portes         | USAM Nîmes               | 80   |
| 10 | Stéphane Huet        | Stella Sports Saint-Maur | 76   |